# Casal do Abade

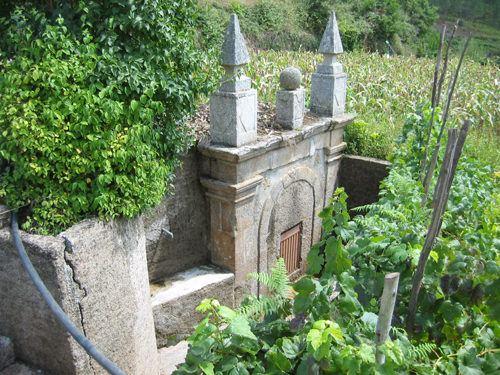
Fonte velha

Casa de Abade é uma pequena aldeia da freguesia de Lourosa, situada no extremo sul do Município de Oliveira do Hospital, faz fronteira com o Município de Tábua a oeste, Distrito de Coimbra, do qual dista 62 km, e da sede do Município 16 km.
Casal de Abade tem cerca de 100 habitantes residentes.
O principal atractivo desta aldeia e o seu Ex-libris é a Fonte Velha, (características romanas), cujo ícone  está no símbolo da Associação de Melhoramentos Cultural e Recreativa, cujo edifício sede é na mesma rua chamada de Fonte Velha. Nesta mesma rua   situa-se a  "Capela de Sta Apolónia e São Nicolau (exterior simples, com sineira lateral. Na verga da porta, a data de (17)54 ANNOS. "Esculturas de pedra, de Santa Apolónia, do séc. XVII e de São Nicolau com mitra e báculo (menino na celha) do séc. XVI, renascença." In: Inventário Artístico de Portugal/Academia das belas Artes". Lisboa 1953. pág, 176). O povo da aldeia, comemora como seu padroeiro, São Nicolau. Ao cimo do povo, no início da rua Principal, existe o tanque  comunitário, onde em tempos idos, as mulheres da aldeia lavavam a roupa. Encostado aos mesmos (no exterior,  existia a "pia dos bois", que servia de bebedouro aos mesmos, quando por ali passavam puxando o "carro de eixo".  De reminiscência senhorial/feudatário, está a "Capela das Alminhas", onde em tempos passados, o povo lançava através de uma pequena grade, as moedas que julgavam ajudar a libertar as almas do "purgatório". Apesar de esta pequena capela, estar em plena na via pública, diz-se de propriedade privada. O Saneamento Básico, só chegou à aldeia em 2010. Até esta data, a aldeia, era abastecida por nascente própria, sendo a água distribuída por cinco chafarizes, aos  quais  foi vedada a água, após o saneamento. Chafarizes que irão perdurar no tempo como documentos/fontes  que ajudam a compreender a história da aldeia.
Nos finais da década de 30 do século XX existia uma taverna/mercearia conhecia por "Toninho dos Ovos" ou a da "Cininha", cujo estabelecimento encerrou nos finais dos anos 70. Em contemporaneidade existiu o café do "Sr. Ferreira", estabelecimento que deu a conhecer o que era a televisão a quase todos os conterrâneos, no início da década de 60. A célebre série de o "BONANZA" atraía àquele estabelecimento quase toda a população da aldeia. Uma data (agosto de 1966) que marcou o "café" foi o dia da inauguração da Ponte Salazar, hoje,  Ponte de 25 de Abril, a pequena sala não conseguiu albergar as gentes da aldeia e de aldeias vizinhas. Visionava-se de vez à vez. O aparelho (televisor) era accionado através  da energia eléctrica produzida a motor (gerador), pois, a electricidade  viria a chegar à aldeia no ano de 1978. Posteriormente, na rua da Pisserra, inaugurou-se um café, que sempre se denominou por o "Café do Rogério", estabelecimento com características dos anos 80. Posteriormente ao falecimento do proprietário o estabelecimento tem sido alugado a vários sub-locatários. O mais recente sublocatário terminou a actividade comercial no final de 2015.
A 17 de Maio de 1991, através da angariação de fundos, foi inaugurada a Associação de Melhoramentos, Cultural e Recreativa de Casal de Abade e Anexas (Quinta da Galvã; Quinta do Outeiro; Quinta das Roçadas, Quinta do Vale Salgueiro e Quinta da Boiça). Esta associação desenvolve ao longo do ano várias atividades culturais dirigidas aos seus sócios e comunidade envolvente, sendo de destacar o "Magusto dos Abades". O Aniversário comemora-se a 19 de maio. Realiza as suas festas (da aldeia) sempre no 3.º fim-de-semana de agosto.
Os responsáveis da autarquia (Junta de Freguesia) e pela premência da Associação levaram por diante o restauro dos "Tanques Públicos e Fonte Velha", trabalhos concluídos em Agosto de 2016, sendo os mesmos inaugurados no dia do almoço da Associação (19 de Agosto) pelo Presidente da Câmara de Oliveira do Hospital, Carlos Alexandrino, bem como, a vereadora da Cultura, Graça Silva e o Presidente de Junta de Freguesia, Américo Figueiredo. Ao restauro da "Fonte Velha" acrescentou-se a iluminação da mesma, como também a fixação de duas lápides comemorativas, fazendo referência ao Presidente de Junta de Freguesia e uma segunda ao autor da letra da "Marcha de Casal de Abade", Fernando Carvalho.
A aldeia de Casal de Abade em 2017 (15 de outubro), os  incêndios  consumiram, tudo em seu redor inclusive duas casas de habitação, na Rua Principal,  grande quantidade de alfaias agrícolas, barracões e quintais.